# 宮淑子
宮 淑子（みや よしこ、1945年2月18日 - 2015年4月4日）は、フリージャーナリスト、女性学者。

## 生涯
長野県飯田市生まれ。『月刊教育の森』編集部員を経てフリージャーナリスト。女性問題・教育問題・医療問題のルポ、評論、講演を行うほか、シャンソン歌手としてもリサイタルを行っていた。埼玉女子短期大学非常勤講師（女性学）。
2015年4月4日、膵臓がんのため死去。70歳没。

## 著書
- 『屈折した少女の性 性体験ルポ』潮出版社 1981
- 『おんな生きる・まなぶ』三一書房（シリーズ人間と教育）1983
- 『セクシュアリティ 女と男の性と生』現代書館 1984
- 『性暴力 ドキュメント』サンマーク出版 1984
- 『「女」なんていや! 思春期やせ症を追う』朝日新聞社 1988
- 『セクシュアル・ハラスメント 性的いやがらせ・おびやかし 女たちの告発』教育史料出版会 1990 のち朝日文庫
- 『美の鎖 エステ・整形で何が起こっているか』汐文社 1991
- 『ダイエットってなんだろう』岩崎書店（おとなになること）1992
- 『不妊と向きあう 生殖技術・わたしの選択』教育史料出版会 1992
- 『メディア・セックス幻想 AVにつくられる女と男の性文化』太郎次郎社 1994
- 『男たちの更年期クライシス』日本放送出版協会 1997
- 『メノポーズ（更年期）からのからだ・心・性』現代書館 2000
- 『黙りこくる少女たち 教室の中の「性」と「聖」』講談社 2003
- 『先生と生徒の恋愛問題』新潮新書、2008
- 『ひきこもり500人のドアを開けた! 精神科医・水野昭夫の「往診家族療法」37年の記録』KADOKAWA 2014

### 共著編
- 『セクシュアリティ・スタディーズ』編 新水社 2010
- 『就活女子の文章表現塾 アサーションスキルを磨く』浅野洋共著 新水社 2012